# Luis Días
 Luis Díaz Portorreal, né le 21 juin 1952 et mort le 8 décembre 2009, connu comme  Luis  « Terror »  Días  (Luis  « Terreur »  Días) est un compositeur, guitariste et interprète de la musique populaire dominicaine. Ses chansons d'inspiration folklorique mélangent des styles musicaux divers. Il est surnommé « Padre del Rock Dominicano » (Père du Rock dominicain), .

## Biographie
Luis Días est né à Bonao. À l'âge de 16 ans, il fonde « Los Jhonnys », son premier groupe musical.
En 1970 il voyage à Saint-Domingue pour étudier la psychologie à l'Université Autonome de Saint-Domingue. En 1972, il est intégré comme guitariste et chanteur au groupe « Convite ».
Après sa sortie de Convite en 1978, il forme le groupement « Madora », où il commence à mélanger le jazz avec le folklore de l'île Hispaniola.
De 1980 à 1982, il vit en New York, et est professeur de musique dominicaine traditionnelle à l'American Museum of Natural History. 
En 1982, il retourne en République dominicaine et, avec le guitariste Juan Francisco Ordóñez et d'autres musiciens, fonde Transporte Urbano, groupe qui a mélangé les sonorités du rock et la musique folklorique de l'île et a marqué la naissance du rock dominicain.
Días a composé la musique de films comme « Las pausas del Silencio », de Carlo Cristallini, et a reçu pour ce travail le prix pour la meilleure bande sonore pour courts-métrages au Festival International de Boston de 1986. Il a aussi composé la musique de « Dear Teresa » (1993), qui a reçu le « Silver Award » du Festival International de Filadelfia 1994 et il a collaboré avec David Byrne dans la bande sonore du film « Blue In The Face » durant l'année 1995.
Plus de trois cents  pièces composées par lui ont été enregistrées par différents artistes et orchestres, et il a défini le sujet pour le carnaval dominicain de l'année 1984 « Baila en la calle ». 
Il est auteur de plusieurs livres, entre autres Tránsito entre Guácaras, livre de poèmes qui évoquent des mythes taïnos.
Il a été nommé « Compositeur de l'Année » dans les Prix Casandra de 1989 et de 1990. Durant l'année 2004,  il est déclaré par l'État dominicain Patrimoine Culturel de la nation.
Luís Días est mort à Saint-Domingue le 8 décembre 2009, après une attaque cardiaque suivie de complications.

## Discographie
- 1974 Convite convida / Nueva Canción
- 1975? Convite : Candelo y la bestia
- 1984 Areito No. 1 / Folk
- 1984 Luis Terror Días / Merengue
- 1985 Ae Candelo / Folk
- 1998 El accidente / Rock - Bachata
- 1999 Luis Días y Transporte Urbano En Vivo / Rock
- 1999 Jaleo Dominicano + Homenaje a Luis Días / Rock - Folk
- 2000 Vickiana, las Sesiones de 1985 (con Transporte Urbano) / Rock
- 2000 La Yola (junto a Lliam Greguez) / Acoustic - Rock
- 2001 La Suite Folclórica Dominicana / Compilation
- 2003 Radio Macana / Rock - Folk
- 2004 DVD LUIS TERROR DIAS : EL TERROR EN VIVO (con Transporte Urbano e Irka Mateo)
- 2005 DVD LUIS TERROR DIAS : Merengues
- 2006 DVD LUIS TERROR DIAS : EL TERROR LE CANTA AL AMOR
- 2009 Tiempo de ocio / Rock – Acoustic